# تأثير فيرانتي

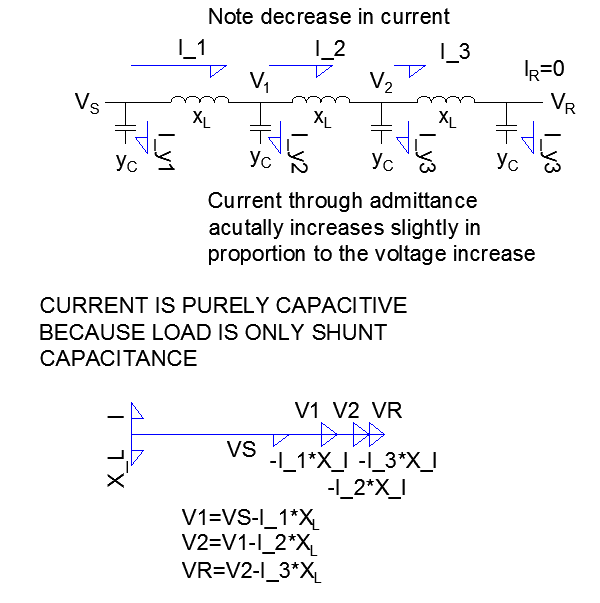
تأثير فيرانتي

في الهندسة الكهربائية، تأثير فيرانتي هو الزيادة في فرق الجهد التي تحدث في الطرف المخرجي من خطوط النقل الطويلة حيث يصبح فرق الجهد هناك أعلى منه عند مدخل الشبكة.
يحدث هذا عندما يتم تنشيط الخط، ولكن هناك حمل خفيف جدا عليه أو أن الحمل تم فصله.

مواسعة الخط المشحون بالتيار ينتج عنها انخفاض في الجهد من خلال معاوقه الخط الذي هو في مرحلة إرسال التيار مع الأخذ بعين الاعتبار بان المقاومة تهمل. لذلك كل من معاوقه مواسعة الخط هما المسؤولتان عن هذه الظاهرة.

وتأثير فيرانتي يكون أكثر وضوحا كلما طال الخط وزاد الجهد عليه.
وارتفاع الجهد يتناسب مع مربع طول الخط 
تأثير فيرانتي يكون أيضا أكثر وضوحا في الكابلات الأرضية، حتي في المسافات
القصيره، بسبب ارتفاع سعته العالية
وقد تمت ملاحظته لأول مرة خلال تركيب كابلات تحت الأرض في نظام توزيع 10000
.فولت في سيباستيان زياني دي فيرانتي في عام 1887.